# Mark Fusco
Mark Edward Fusco (* 12. März 1961 in Burlington, Massachusetts) ist ein ehemaliger US-amerikanischer Eishockeyspieler und heutiger -funktionär, der während seiner aktiven Karriere unter anderem für die Hartford Whalers in der National Hockey League auf der Position des Verteidigers gespielt hat. Sein Bruder Scott war ebenfalls ein professioneller Eishockeyspieler. Nach seinem Karriereende als Sportler im Jahr 1985 wurde Fusco Manager und ist seit Januar 2005 Vorstandsmitglied bei Aspen Technology, einem US-amerikanischen Softwarehersteller für Prozesssimulationen.

## Karriere

### Als Spieler
Mark Fusco ging während seiner Jugendzeit von 1977 bis 1979 für die Eishockeymannschaft der Belmont Hill High School im High-School-Ligensystem der Vereinigten Staaten aufs Eis. Im Anschluss begann er ein Studium an der Harvard University und spielte auch Eishockey für deren Team, die Harvard Crimson, in der ECAC. Nach seiner ersten Saison in der ECAC wurde er zum Rookie des Jahres gewählt. In den folgenden drei Jahren erhielt Fusco aufgrund seiner guten Leistungen zahlreiche individuelle Ehrungen und wurde mehrmals in eine Auswahlmannschaft der besten Spieler der Liga gewählt.
Seine letzte Spielzeit im Team der Harvard Crimson war seine erfolgreichste und 1983 gewann er neben dem Hobey Baker Memorial Award als bester Spieler des Jahres der National Collegiate Athletic Association auch die Meisterschaft der ECAC mit der Harvard University. Obwohl Fusco auf der Position des Verteidigers spielte, galt er als offensiver Spielmacher. Am 25. Februar 1984 unterschrieb er als Free Agent einen Vertrag bei den Hartford Whalers. Bei den Whalers war er als Stammspieler gesetzt, doch nach der Saison 1984/85 entschied Fusco seine Karriere zu beenden. 2002 wurde er gemeinsam mit seinem Bruder Scott in die United States Hockey Hall of Fame aufgenommen.
Auch nach seiner Sportlerkarriere blieb Fusco dem Eishockey erhalten und war unter anderem Mitglied des United States Olympic Committee und des Vorstands des US-amerikanischen Eishockeyverbandes USA Hockey.

#### International
Fusco vertrat sein Heimatland bei der Junioren-Weltmeisterschaft 1981, den Olympischen Winterspielen 1984, dem Canada Cup 1984 und der Weltmeisterschaft 1985. Sein größter Erfolg war dabei der vierte Platz bei der Weltmeisterschaft 1985.

### Im Management
Nach seiner Karriere als Eishockeyspieler schloss Fusco 1990 erfolgreich sein Studium an der Harvard Business School ab. Anschließend arbeitete er für diverse international agierende IT-Beratungsfirmen und war einer der Mitbegründer und Präsident von Software Quality Partners, einer Beratungsfirma, die 1999 von Ajilon Consulting gekauft wurde. Im 4.000 Mitarbeiter zählenden Unternehmen war er als Chief Operating Officer und Firmenpräsident tätig. Seit Januar 2005 ist er Präsident und Vorstandsmitglied bei Aspen Technology. 2008 erhielt er den NCAA Silver Anniversary Award für Studenten, die sowohl sportlich als auch nach ihrem Studium beruflich herausragende Leistungen erzielen konnten.

## Erfolge und Auszeichnungen
| - 1980 ECAC Rookie des Jahres - 1981 ECAC First All-Star Team - 1981 NCAA East First All-American Team - 1982 NCAA East First All-American Team - 1982 ECAC Second All-Star Team - 1983 Whitelaw-Cup-Gewinn mit der Harvard University | - 1983 ECAC First All-Star Team - 1983 NCAA East First All-American Team - 1983 NCAA Championship All-Tournament Team - 1983 Hobey Baker Memorial Award - 2002 Aufnahme in die United States Hockey Hall of Fame - 2008 NCAA Silver Anniversary Award |